# Drago Vuković
Pour les articles homonymes, voir Vuković et Drago.
Drago Vuković, né le 3 août 1983 à Split, est un handballeur croate évoluant au poste d'arrière gauche ou de demi centre en équipe nationale de Croatie et au Füchse Berlin. Il est notamment champion olympique en 2004.

## Biographie
Son frère jumeau, Andrija Vuković, est gardien de but au football, actuellement au RNK Split.

## Palmarès
Compétitions internationales
- Vainqueur de la Coupe des coupes (2) : 2010 et 2011 (avec VfL Gummersbach)
- Vainqueur de la Coupe EHF (1) : 2009 (avec VfL Gummersbach)

Compétitions nationales
- Vainqueur du Championnat de Croatie (4) : 2003, 2004, 2005, 2006
- Vainqueur de la Coupe de Croatie (4) : 2003, 2004, 2005, 2006
- Finaliste de la Coupe d'Allemagne en 2009 (avec VfL Gummersbach)

### Sélection nationale
Jeux olympiques
- Médaille d'or aux Jeux olympiques de 2004 à Athènes,  Grèce
- Médaille de bronze aux Jeux olympiques de 2012 à Londres,  Royaume-Uni

Championnats du monde
- Médaille de bronze au Championnat du monde 2013,  Espagne

Championnats d'Europe
- Médaille d'argent du Championnat d'Europe 2008,  Norvège
- Médaille d'argent du Championnat d'Europe 2010,  Autriche
- Médaille de bronze au Championnat d'Europe 2012,  Serbie
- 4e place au Championnat d'Europe 2014,  Danemark

Jeux méditerranéens
- Médaille d'argent du Jeux méditerranéens 2005 d'Almería,  Espagne